# Paulis udelukkelsesprincip
Paulis udelukkelsesprincip, sædvanligvis omtalt som blot udelukkelsesprincippet, er et kvantemekanisk princip formuleret af Wolfgang Pauli i 1925, som udsiger at to identiske fermioner ikke kan være i den samme kvantetilstand (dvs. samme sted og samme impuls, fx kan to elektroner ikke befinde sig på samme sted). Det er en af de mest betydningsfulde principper inden for fysiken, primært fordi de tre typer af partikler som almindeligt stof er dannet af – elektroner, protoner og neutroner – alle er underlagt dette princip. Paulis udelukkelsesprincip ligger bag mange karakteristiske egenskaber ved almindeligt stof, fra almindelig stofs stabilitet i den stor ende af skala til eksistensen af det periodiske system).
Alle partikler som er underlagt Paulis udelukkelsesprincip kaldes for fermioner. Ud over familien af elektroner, protoner og neutroner, omfatter disse også neutrinoer, kvarker (hvoraf neutroner og protoner er dannet), og endda atomer, som fx helium-3. Alle fermioner har "halvt heltals spin", hvilket betyder at de besidder et iboende angulært moment, hvis værdi er {\displaystyle \hbar ={\frac {h}{2\pi }}} (Plancks konstant divideret med 2π) multipliceret med et 'halvt heltal' (1/2, 3/2, 5/2 osv.). Inden for kvantemekanikken beskrives fermioner som værende i en "antisymmetrisk tilstand", hvilket beskrives nærmere i artiklen om identiske partikler.
Paulis udelukkelsesprincip gælder derimod ikke for bosoner, der er karakteriseret ved at have et 'heltal' (1, 2, 3 osv.).
En direkte konsekvens af Paulis udelukkelsesprincip er til at forklare orbitalerne. En orbital kan indeholde to elektroner der er udtrukket i såkaldt superposition således at begge elektroner er på samme sted. Dette er muligt fordi elektroner har to muligheder for spin (+1/2 og -1/2) . Derfor vil den ene elektron altid have den omvendte spinmulighed i forhold til den anden.
Et sted hvor Paulis princip ikke gælder, er for superledere. Disse udnytter at i visse stoffer under ekstreme temperature, kan elektroner indtage et heltals-spin og på den måde få nogle af de samme egenskaber som andre bosoner. Det vil sige at de kan være i samme kvantetilstand og dermed påvirker de ikke hinanden. Derfor vil de nu kunne løbe i en ledning uden at tabe noget energi med interaktioner med andre elektroner.
| Naturvidenskab | Spire Denne naturvidenskabsartikel er en spire som bør udbygges. Du er velkommen til at hjælpe Wikipedia ved at udvide den. |